# 国家行政学院

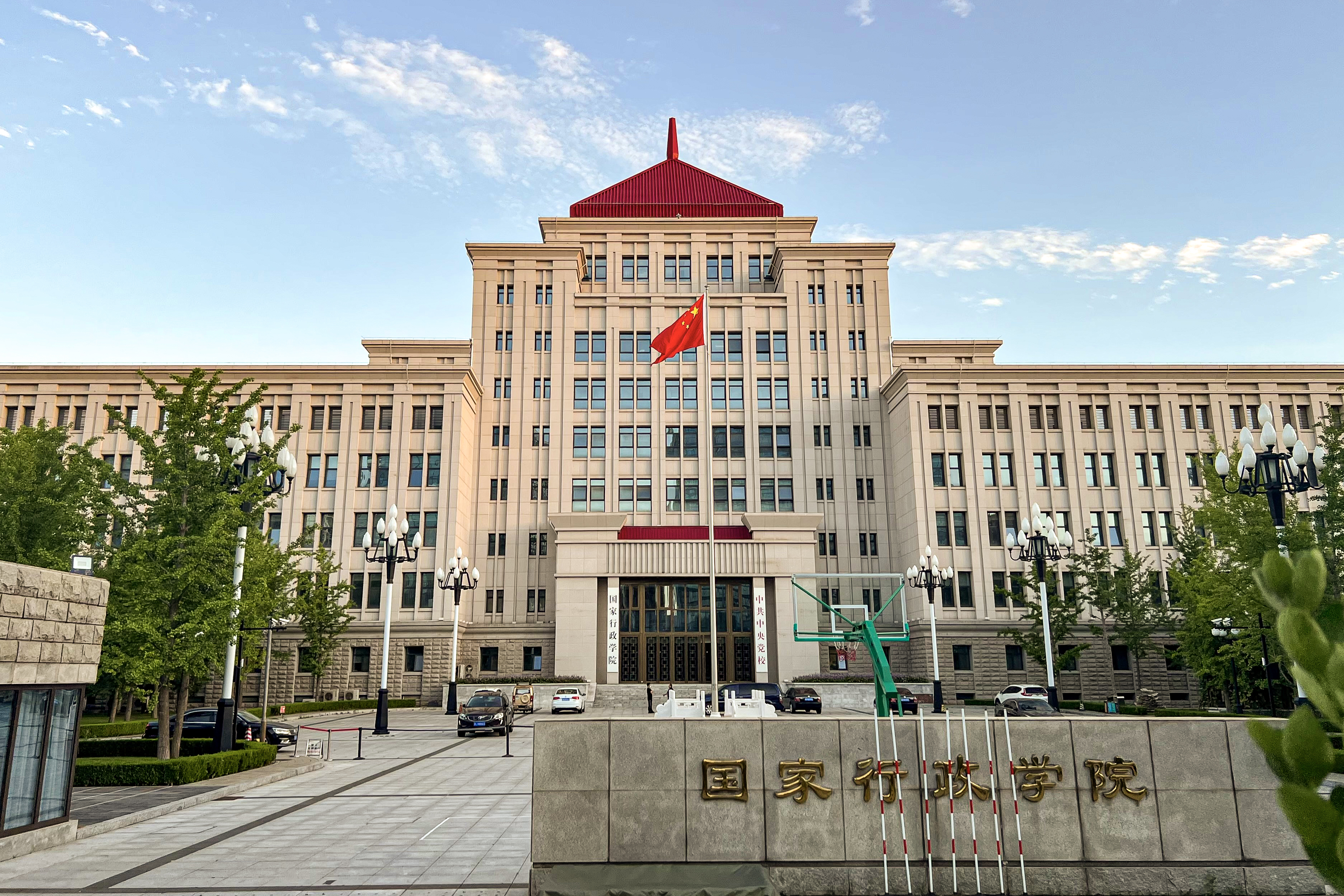
长春桥路6号院主楼同时挂有国家行政学院和中共中央党校的牌匾

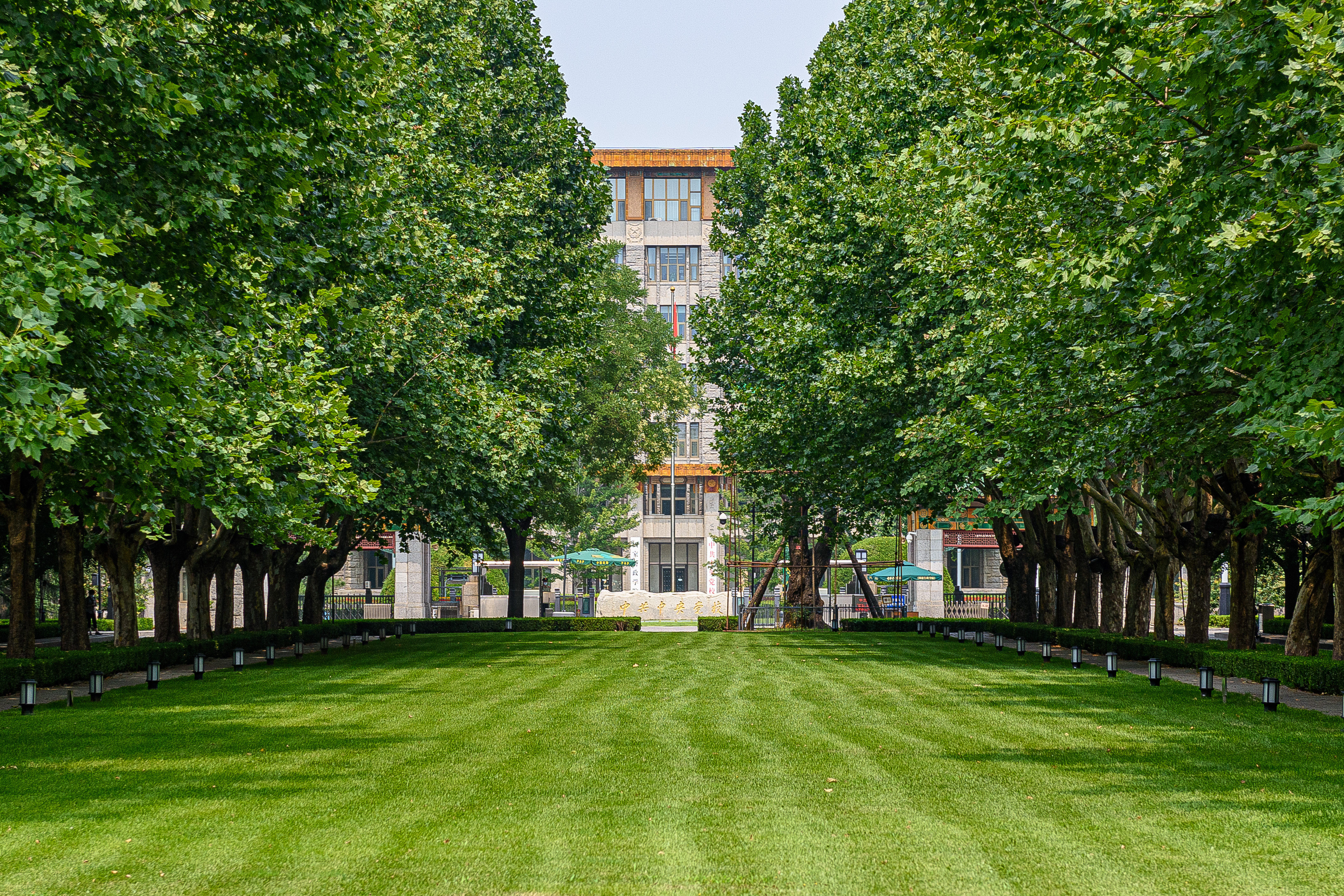
中共中央党校大有庄主楼2018年开始加挂国家行政学院牌匾

国家行政学院（英語：National Academy of Governance），1994年成立，原为国务院直属事业单位，2018年起与中共中央党校一个机构两块牌子，位于北京市。
国家行政学院是为了适应改革开放和社会主义现代化建设事业的需要，于1988年开始筹建，1994年在北京成立，当时为正部级国务院直属事业单位，仿照法国国家行政学院建立的公务员培训机构。国家行政学院院长由国务院秘书长兼任，首任院长是李贵鲜。国家行政学院是培训高、中级国家公务员的新型学府和培养高层次行政管理及政策研究人才的重要基地，2018年撤销前位于北京市海淀区西北三环上的苏州桥西的长春桥路6号。
2018年3月，在以习近平同志为核心的党中央主导的深化党和国家机构改革中，并入中共中央党校，改为中共中央党校加挂的牌子。2019年，《中共中央黨校學報》（創刊於1997年） 及 《國家行政學院學報》（創刊於2000年） 合併為 《中共中央黨校（國家行政學院）學報》。

## 沿革
1987年10月，中共十三大提出要进行干部人事制度改革，建立国家公务员制度，抓紧制定国家公务员条例及配套措施，组建国家公务员管理机构，筹办国家行政学院。1988年3月，七届全国人大一次会议通过了开办国家行政学院的决定。
1988年7月5日，国务院总理李鹏主持召开总理办公会议，具体研究国家行政学院的筹建事宜，确定了国家行政学院的建院方针及原则。会议指出，“国家行政学院是适应政治体制改革和经济改革的需要，为实施国家公务员制度而建立的。它的职责任务主要是培养国家高级和中级公务员。”会议决定委托中国人民大学负责筹建工作，袁宝华任组长，建成后与中国人民大学脱钩，由国务院领导。1988年11月15日，国家行政学院第一期培训班在北京举办开学典礼，中共中央政治局委员、中央组织部部长宋平代表中共中央参加并讲话。参加该期培训班学习的有国务院各部委、直属机构和省、自治区、直辖市、计划单列市政府的秘书长、办公厅主任共70人。
1990年5月15日，《国务院办公厅关于调整国家行政学院筹建领导小组有关事宜的通知》（国办发〔1990〕24号）称，“国务院决定，国家行政学院筹建领导小组办公室由人事部直接领导，筹建工作相应改由人事部负责。国家行政学院筹建领导小组组长由人事部部长赵东宛兼任。”
1994年9月21日，经过6年筹备的国家行政学院正式成立，在中南海召开国家行政学院成立大会，李鹏、李岚清、李贵鲜、罗干等党和国家领导人出席，中共中央政治局常委、国务院总理李鹏讲话称，国家行政学院“是适应我国现代化建设和建立社会主义市场经济体制的要求组建的，是改革开放的产物，也是党中央、国务院为配合干部人事制度改革和推行国家公务员制度的一项重要举措。”并表示该院将主要担负高、中级国家公务员的培训任务。中共中央总书记江泽民为国家行政学院题词：“永做人民公仆。”李鹏题词：“培养以为人民服务为宗旨的、适应社会主义市场经济需要的、精干高效的国家公务员队伍。”全国人大常委会委员长乔石题词：“立足国情、面向实际、放眼世界、开放办学，把国家行政学院建成具有中国特色的国家公务员培训基地。”中共中央军委副主席刘华清题词：“为社会主义现代化事业培养优秀管理人才。”

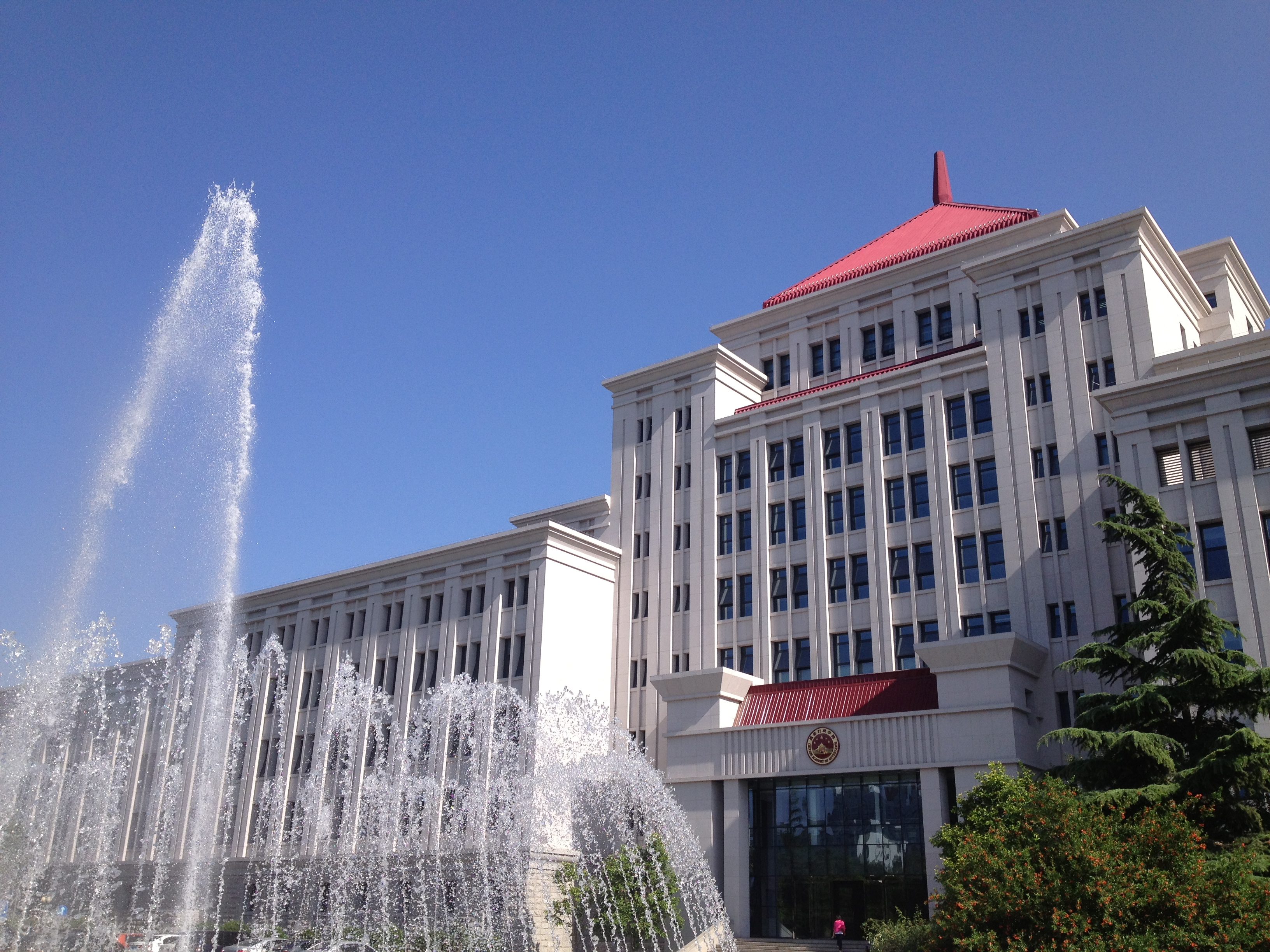
原国家行政学院综合大楼

1996年9月11日，国务院批转《国家行政学院办学工作的若干意见》，明确了国家行政学院的性质、地位、办学方针等问题。同年10月28日，国家行政学院建筑落成，在北京举办落成典礼，李鹏剪彩并讲授第一课。国家行政学院位于北京市海淀区长春桥路6号。
2001年5月15日，国务院办公厅印发《国家行政学院职能配置、内设机构和人员编制规定》，规定了国家行政学院的职能调整、主要职责、内设机构、人员编制。国家行政学院是国务院直属正部级事业单位。
国家行政学院围绕党和政府的中心工作确定培训主题。开设的主体班次包括：省部级领导干部专题研讨班，司局级公务员任职培训班、进修班、专题培训班和专门业务培训班，青年干部培训班，国有重要骨干企业领导人员培训班，公共管理硕士（MPA）专业学位班，港澳公务员研修班，澳门特别行政区公共管理硕士专业学位班，国外公务员研修班等。2005年起，学院与北京大学合作联合培养公共管理硕士（MPA）学位生。2011年2月，国务院学位委员会通过了国家行政学院新增公共管理一级学科博士、硕士授权点。2012年起招收博士、硕士研究生。
国家行政学院坚持教学、科研、咨询三位一体的方针，承担众多国家级科研项目，建立了全国行政学院系统的科研协作平台。参与完成了为中共中央、国务院重大决策提供服务的研究任务，承担了为中共中央政治局集体学习时讲解的任务，承担了中共中央、国务院领导交办，中央部门和地方省市党委、政府委托的研究、咨询课题。2010年4月，学院主管的中国行政体制改革研究会成立。
国家行政学院承担国外公务员培训任务。法国总统希拉克、日本内阁总理大臣桥本龙太郎、欧盟委员会主席桑特、巴罗佐、美国国防部长科恩等都曾来学院演讲。学院与世界各地数十所行政院校和机构建立了长期合作关系。学院连续举办中欧政府管理高层论坛。学院还聘请了各国高级官员和专家担任名誉教授，每年派省部级和司局级学员到美国、法国、加拿大、日本等国培训。
2009年12月，国务院通过《行政学院工作条例》，颁发《国务院关于加强和改进新形势下国家行政学院工作的若干意见》。
2018年机构改革前，国家行政学院是培训高、中级国家公务员的新型学府和培养高层次行政管理及政策研究人才的重要基地。
2018年3月中共中央印发的《深化党和国家机构改革方案》，“组建新的中央党校（国家行政学院）。党校是我们党教育培训党员领导干部的主渠道。为全面加强党对干部培训工作的集中统一领导，统筹谋划干部培训工作，统筹部署重大理论研究，统筹指导全国各级党校（行政学院）工作，将中央党校和国家行政学院的职责整合，组建新的中央党校（国家行政学院），实行一个机构两块牌子，作为党中央直属事业单位。”

## 职责
根据《中国共产党党校（行政学院）工作条例》《中共中央党校（国家行政学院）职能配置、内设机构和人员编制规定》，中共中央党校（国家行政学院）承担下列职能：

1. 发挥干部教育培训主渠道作用，有计划地培训省部级领导干部、厅局级领导干部、优秀中青年干部、国有重点骨干企业负责人、中管高校负责人、县（市）委书记、少数民族领导干部、理论宣传骨干、哲学社会科学教学科研骨干，负责对学员在培训期间的表现进行考核，提出考核意见。
2. 对学员进行马克思列宁主义、毛泽东思想、邓小平理论、“三个代表”重要思想、科学发展观、习近平新时代中国特色社会主义思想教育和党性教育，引导学员增强“四个意识”，坚定“四个自信”，坚决维护以习近平同志为核心的党中央权威和集中统一领导，自觉在思想上政治上行动上同党中央保持高度一致。
3. 开展重大理论问题和现实问题研究，承担党中央决策咨询服务，发挥新型高端智库作用。
4. 受党中央委托，举办各类专题研讨班，研讨重大理论、战略和方针政策问题。
5. 以培养马克思主义理论人才为主要目标，按照党中央要求和国家有关学位与研究生教育法规政策，在国家批准的学科和专业学位类别内开展博士、硕士学位研究生教育。
6. 对全国各级党校（行政学院）进行业务指导，承担各级党校（行政学院）领导干部和教研骨干的培训，组织编写党校（行政学院）基本教材。
7. 受香港、澳门特别行政区政府委托，为其培训高级公务员。
8. 以多种方式开展同国（境）外学术研究机构、智库、政党、政府机构、国际组织等的学术交流和合作办学。
9. 完成党中央交办的其他任务。

## 机构设置
根据《中共中央党校（国家行政学院）职能配置、内设机构和人员编制规定》，中共中央党校（国家行政学院）设置下列机构：

### 内设机构
- 办公厅
- 教务部
- 科研部
- 马克思主义学院
- 哲学教研部
- 经济学教研部
- 科学社会主义教研部
- 公共管理教研部
- 政治和法律教研部
- 社会和生态文明教研部
- 文史教研部
- 中共党史教研部
- 党的建设教研部
- 国际战略研究院
- 进修一部
- 进修二部
- 培训部
- 研究生院
- 图书和文化馆
- 研究室
- 国际合作部（港澳台办公室）
- 组织部
- 行政财务部
- 信息技术部
- 机关党委
- 离退休干部局

### 直属事业单位
- 机关服务中心（机关服务局）
- 应急管理培训中心（中欧应急管理学院）
- 报刊社
- 全国党校（行政学院）教师进修学院
- 国际和港澳培训中心
- 领导人员考试测评研究中心（电子政务研究中心）

### 直属企业单位
- 中央党校出版集团有限公司

### 主管社会团体
- 中国马克思主义研究基金会

### 共建单位
- 中共中央党校中央和国家机关分校（中央和国家机关党校）[註 3]
- 中共中央党校国务院国有资产监督管理委员会分校（国务院国有资产监督管理委员会干部教育培训中心）[註 4]
- 中共中央党校部队分部[12][15]

## 历任领导
院长
- 李贵鲜（1994年—1998年，国务委员兼）[16]
- 王忠禹（1998年—2003年，国务委员、国务院秘书长兼）[16]
- 华建敏（2003年—2008年4月5日，国务委员、国务院秘书长兼）
- 马　凯（2008年4月5日—2013年，国务委员、国务院秘书长兼）[16][17]
- 杨　晶（2013年—2018年，国务委员、国务院秘书长兼）[16]
- 陈　希（2018年4月—，中共中央政治局委员、中央书记处书记〔2022年10月免兼职〕、中央组织部部长〔2023年4月免兼职〕、中央党校校长兼）[18]

| 常务副院长 - 桂世镛（1994年7月—1998年5月，正部长级） - 张志坚（1998年3月—2000年1月15日，正部长级） - 陈福今（2000年1月15日—2006年7月1日，正部长级） - 姜异康（2006年7月1日—2008年3月30日，正部长级） - 魏礼群（2008年5月—2012年2月，正部长级） - 李建华（2012年2月—2013年3月，正部长级） - 何家成（2013年3月—2014年10月，正部长级） - 马建堂（2015年4月—2018年3月，正部长级） - 何毅亭（2018年4月—2020年12月） - 李书磊（2020年12月—2022年6月） - 谢春涛（2022年6月—） | 党委书记 - 桂世镛（1994年7月—1998年3月） - 陈福今（1999年12月—2006年6月） - 姜异康（2006年6月—2008年3月） - 魏礼群（2008年5月—2011年4月） - 李建华（2011年4月—2013年3月） - 陈宝生（2013年3月—2016年6月） |

| 副院长 - 程连昌（1994年8月—1996年1月） - 张镜源（1994年8月—1996年1月） - 张修学（1995年5月—2004年8月8日） - 唐铁汉（1995年5月—2007年4月4日） - 桂世镛（1998年—1999年12月8日） - 陈伟兰（2000年11月—2009年5月24日） - 袁曙宏（2003年8月31日—2009年4月1日） - 韩康（2004年8月8日—2012年1月） - 洪毅（2005年6月20日—2015年11月） - 周文彰（2009年4月1日—2013年11月） - 何家成（2009年9月—2013年3月） - 李建华（2011年4月—2012年2月） - 陈宝生（2013年3月—2016年6月） - 陈立（2013年5月—2018年3月） - 杨克勤（2012年9月—2018年3月） - 李季（2015年11月—2018年3月） - 王东京（2018年4月—2020年3月） - 甄占民（2018年4月—2022年6月） - 李 季（2018年4月—2022年5月） - 谢春涛（2018年6月—2022年6月） - 李 毅（2020年3月—） - 龚维斌（2022年5月—） - 李文堂（2023年6月—） | 党委副书记 - 程连昌（1994年8月—1996年1月） - 马建堂（2016年9月—2018年3月） 党委委员 - 张镜源（1994年8月—1996年1月） - 秦明（？—？） - 唐铁汉（1995年5月—2007年4月） - 张修学（1995年5月—2004年8月） - 张志坚（1998年3月—2000年1月） - 陈伟兰（2000年11月—2009年5月） - 袁曙宏（2003年8月—2009年4月） - 杨文明（2004年7月—2017年7月，2009年9月前兼人事局局长，2009年9月至2015年4月兼纪委委员，2015年12月起兼研究生院院长）（2009年9月起为副部长级） - 周侠平（？—？） - 韩康（2004年8月—2012年1月） - 洪毅（2005年6月—2015年11月） - 魏礼群（2011年4月—2012年2月） - 周文彰（2009年3月—2013年11月） - 何家成（2009年9月—2014年10月） - 马建堂（2015年4月—2016年9月） - 陈立（2013年5月—2018年3月） - 杨克勤（2009年9月—2018年3月） - 李季（2012年9月—2018年3月，2015年11月前兼纪委委员、办公厅主任） |

院务委员会委员
- 陈　立（2018年4月—2019年1月）
- 黄宪起（2018年4月—2018年9月）
- 谢春涛（2018年4月—2018年6月）
- 李文堂（2021年11月—2022年8月）
- 张忠军（2023年6月—）

教务长
- 秦明（？—？）[16]
- 韩康（？—2003年）
- 杨克勤（2009年6月—2012年9月）

教育长
- 龚维斌（2021年6月—2022年5月）
- 李文堂（2022年8月—2023年6月）
- 张忠军（2024年10月—）[30]

注：2018年机构改革后，国家行政学院与中共中央党校一个机构两块牌子），国家行政学院院长、副院长、院务委员会委员、教育长均分别由中共中央党校校长、副校长、校务委员会委员、教育长兼任。